# Kentarō Minagawa
Kentarō Minagawa (jap. 皆川 賢太郎, Minagawa Kentarō; * 17. Mai 1977 in der Präfektur Niigata) ist ein ehemaliger japanischer Skirennläufer. Er fuhr fast ausschließlich Slalomrennen.

## Biografie
Minagawa machte international erstmals bei den Juniorenweltmeisterschaften 1996 in Hoch-Ybrig auf sich aufmerksam, wo er im Slalom den fünften und im Riesenslalom den neunten Platz errang. Seit der Saison 1996/97 nahm er regelmäßig an den Weltcuprennen teil und konnte sich neunmal unter den besten Zehn platzieren. Sein bestes Resultat erzielte er kurz vor Beginn der Olympischen Winterspiele 2006 im Slalom von Wengen, bei dem er Vierter wurde.
Seine gute Form bestätigte er dann auch im olympischen Wettkampf. Mit nur drei Hundertstel Rückstand auf den Bronzemedaillengewinner Rainer Schönfelder wurde Minagawa Vierter. Dies war die beste Platzierung eines japanischen Skirennläufers bei Olympischen Spielen seit dem Gewinn einer Silbermedaille durch Chiharu Igaya bei den Winterspielen 1956.
Im Juni 2009 heiratete Minagawa die Freestyle-Skierin Aiko Uemura.

## Erfolge

### Olympische Spiele
- Turin 2006: 4. Slalom

### Weltmeisterschaften
- St. Anton 2001: 10. Slalom

### Juniorenweltmeisterschaften
- Voss 1995: 12. Slalom, 36. Riesenslalom
- Hoch-Ybrig 1996: 5. Slalom, 9. Riesenslalom, 55. Super-G

### Weltcup
- 9 Platzierungen unter den besten zehn

### Kontinentalcups
- 4 Podestplätze im Europacup
- 4 Podestplätze im Nor-Am Cup, davon 3 Siege

### Weitere Erfolge
- 13 Siege bei FIS-Rennen
- 4 japanische Meistertitel (Slalom 1997 und 2009, Riesenslalom 1998 und 1999)